# Душица Лечић Тошевски
Душица Лечић-Тошевски рођена је 29. фебруара 1952. године у Београду. Основну школу и гимназију завршила је у Београду као најбоља у својој генерацији. Медицински факултет завршила је у Београду са просечном оценом 9,77. Као апсолвент похађала је курс из опште медицине у Универзитетској болници у Лунду, Шведска. Специјалиста неуропсихијатрије постала је 1986. године, а докторску дисертацију Дистимични поремећај – типологија и веза са поремећајима личности одбранила је 1992. године. Субспецијалиста је психотерапије и руководилац субспецијализације из психоаналитичке психотерапије на Медицинском факултету у Београду. Завршила је уводни курс из групне анализе S.E. Foulkes (Institute of Group Analysis, London, Оverseas Тraining).

## Биографија
Била је асистент Медицинског факултета за предмет физиологија од 1980-1983. године. Редовни је професор психијатрије на Медицинском факултету у Београду. Радила је у Институту за психијатрију Клиничког центра од 1983. до 1993. године у којем  је била један од оснивача Центра за поремећаје личности. Директор је Института за ментално здравље у којем ради од 1993. године. Основала је Клинику за стрес 1994. године, која се бавила лечењем, истраживањем и едукацијом посттрауматског стреса. Директор је Колаборативног центра Светске здравствене организације за који је Институт за ментално здравље номинован 2009. године. Била је гостујући професор на Универзитету у Копенхагену (Данска) и Модени (Италија).

### Пројекти
Др Душица Лечић-Тошевски је истраживач и координатор многих националних и међународних пројеката. Национални је представник за мултицентрични међународни пројект Генетске основе аутизма и схизофреније који подржава Европска Заједница (2008—2011). Од 2004-2008. била је национални координатор међународне мултицентричне студије Пострауматски стрес у заједници после рата и конфликта на Балкану у коју је било укључено 8 медицинских факултета (Лондон, Дрезден, Модена, Београд, Ријека, Загреб, Сарајево, Скопје), који је подржавала Европска Заједница. Била је координатор и друге мултицентричке студије коју је, такође, подржавала Европска Заједница - Посттрауматски стрес код избеглица (2002—2005). Била је ко-руководилац у пројекту Личност специјализаната психијатрије (у сарадњи са Универзитетом у Атини, 1996-2000), руководилац пројекта Психијатријске последице тортуре (у сарадњи са норвешким Комитетом за људска права, 2000-2001), ко-руководилац пројекта Институционални програм за Источну Европу и Балкан Светске психијатријске асоцијације (2002—2005).  
Руководилац је пројекта Министарства науке Србије Димензије личности, квалитет родитељства и злостављање деце – трансгенерацијско преношење трауме (2006—2010). Координатор је два пројекта Министарства здравља - превенција суицида и насиља код деце и младих (2009—2010). Руководила је пројектом Министарства науке Психичке и психосоматске последице стреса (1996—2000) и била истраживач у пројектима Афективни поремећаји – корелација етиопатогенетских и клиничких фактора и психофарнакотерапије (1996—1997) и Развој анималних модела епилепсије и тестирање конвулзивних и антиконвулзивних супстанци (2001—2005).
Председник је Националне комисије за ментално здравље и експерт Агенције за лекове Министарства здравља. Члан је Судско-психијатријског одбора Медицинског факултета у Београду. Др Душица Лечић-Тошевски била је делегат Министарства здравља на Министарској конференцији о менталном здрављу Светске здравствене организације одржаној у Хелсинкију 12-15. јануара 2005. и предминистарске конференције у Брислу, новембра 2004 (учествовала је у припреми Хелсиншке декларације о менталном здрављу). Била је саветник у пројекту Унапређење менталног здравља, у Женеви 2004. Експерт је Светске здравствене организације. Као национални координатор мултицентричког програма Пакта стабилности Европе и Балкана који је везан за реформу заштите менталног здравља (Јачање социјалне кохезије преко оснаживања служби у заједници) и председник Националне комисије за ментално здравље Министарства здравља руководила је припремом Националне стратегије за ментално здравље коју је усвојила Влада Републике Србије и Нацрта закона о правима ментално оболелих особа.
Др Душица Лечић-Тошевски је од почетка рата и кризних година била ангажована на превенцији последица стреса у избегличкој и ратом погођеној популацији. Од 1993. до 2000. године била је заменик директора и координатор Програма за заштиту менталног здравља избеглица који се изводио у сарадњи са Високим комесаријатом за избеглице Уједињених нација. Била је координатор и један од оснивача Центра за рехабилитацију жртава тортуре, који се бави превенцијом последица насиља и рехабилитацијом жртава, у сарадњи са Европском Комисијом. Овај Центар и Клиника за стрес постали су део Балканске и Међународне мреже за рехабилитацију жртава тортуре.

## Чланство у организацијама
Др Душица Лечић-Тошевски је координатор психијатрије за Централну Европу, регионални координатор за Европу и члан Борда Светске психијатријске асоцијације од 2005. године. Од 2006-2008. године била је председник Радне групе Светске психијатријске асоцијације за масовно насиље и ментално здравље. Члан је неколико секција Светске психијатријске асоцијације - за катастрофе, поремећаје личности, руралну психијатрију, психијатрију и јавно здравље, психијатрију у земљама у развоју, дестигматизацију. Била је председник Секције за превентивну психијатрију Светске психијатријске асоцијације од 1999. до 2005. године. Пре тога, од 1995. до 1999. године била је секретар те Секције, а сада је почасни председник. Била је члан Савета Председничког програма „Психијатрија оријентисана на особу“, од 2006. до 2008. године. Од 2003–2008. године била је члан Радне групе за помоћ лекарима са менталним поремећајима и коаутор Декларације (Consensus statement) за помоћ лекарима у пракси. Председник је Психијатријског удружења Балкана и Југоисточне Европе. Придружени је члан Европског одељка Краљевског колеџа психијатара Велике Британије. Председник  је Српске подружнице Светске асоцијације за динамску психијатрију. Члан је Међународног удружења за проучавање поремећаја личности. Као члан Европског борда тог удружења одређена је за организатора Европског конгреса о поремећајима личности који ће се одржати у Београду 2011. године.
Члан је Радне групе за припрему курикулума за дипломску и последипломску едукацију Светске психијатријске асоцијације. Била је члан Међународног комитета за Online едукацију затворских лекара од 2001-2003. Од 2000. године организује курсеве континуиране едукације лекара опште медицине, у сарадњи са Норвешким лекарским друштвом и Светском здравственом организацијом. Организовала је школу за младе психијатре Србије 2004. године, и Централне Европе 2008. године, као и форуме и едукативне семинаре из разних области психијатрије, са истакнутим гостима из иностранства који су промовисани за гостујуће професоре Медицинског факултета.
Др Душица Лечић-Тошевски је члан Савета Удружења психијатара Србије (била је секретар Удружења психијатара Србије и Црне Горе од 1998. до 2006) године).
Др Душица Лечић-Тошевски је од 1998. године главни уредник часописа Психијатрија данас. Члан је уредништва и рецензент следећих часописа: The International Journal of Mental Health Promotion, Psychiatriki, SAARC Journal of Psychiatry, European Psychiatry Review, Bulletin of the South-East European Society for Neurology and Psychiatry, Енграми, Библиотека "Academia" Задужбине Андрејевић, и гост уредник часописа Dynamic Psychiatry. Рецензент је међународних часописа: International Journal of Integrated Care, Social Behavior and Personality: An International Journal, Learning and Individual Differences, International Journal of Mental Health Systems, а рецензирала је и међународне пројекте.
Америчко психијатријско удружење изабрало је Др Душицу Лечић Тошевски за International Fellow и доделило јој 5. маја 2008. године у Вашингтону медаљу за „показану изузетност у струци“. Године 2002. изабрана је за Fellow Европског удружења психијатара. На Другом конгресу Удружења психијатара Источне Европе и Балкана одржаном у Москви од 27-30. октобра 2009. године, добила је Повељу за ширење сарадње у области менталног здравља. Почасни је члан Удружења дерматолога и Удружења психотерапеута Србије.
Др Лечић-Тошевски је коаутор 8 књига (једна инострана), уредник уџбеника психијатрије и практикума за студенте медицине, аутор 14 поглавља у иностранима књигама (од којих једно поглавље у два издања светског уџбеника психијатрије – "New Oxford Textbook of Psychiatry" ("Нови Оксфордски уџбеник психијатрије", 2000, 2008); 37 радова у водећим међународним часописима, 10 цитираних у Medline-у, 28 у међународним часописима, 58 у националним часописима, 27 поглавља у домаћим књигама, 10 поглавља у домаћим уџбеницима, итд. Уредник је и преводилац у 7 стручних књига Светске здравствене организације. Поред тога, преводи литературу (превела је 6 књига, укључујући Карла Густава Јунга, Мигела Серана и Вистана Хјуа Одна).
Др Душица Лечић-Тошевски била је члан научних одбора и научних савета многих светских и међународних конгреса, организовала је, држала предавања и председавала на 32 међународна симпозијума. Поред тога, одржала je 34 предавања по позиву у иностранству (у Атини, Москви, Прагу, Фиренци, Солуну, Паризу, Лондону, Мадриду, Санкт Петербургу, Будимпешти, Лими, Модени, Копенхагену, Ослу, Женеви, Риму, на Криту, на Косу, итд) и многа предавања у нашој земљи.  Била је потпредседник Научног одбора Светског конгреса о рехабилитацији који је одржан у Београду 1997. године и председник Научног одбора конгреса психијатара „Психијатрија усмерена на личност“ који је организован у Београду 2008. године у сарадњи са Светском психијатријском асоцијацијом.

## Истраживања
Др Душица Лечић-Тошевски истражује поремећаје личности који представљају један од најконтроверзнијих психијатријских ентитета. Показала је да су поремећаји личности у блиској вези са афективитетом, као и да афективна декомпензација поремећаја личности, односно депресија, доводи до промене нивоа функционисања личности. Такав концепт омогућује адекватну фармакотерапију и психотерапију поремећаја личности. Написала је поглавље о тој области за светски уџбеник психијатрије, "Oxford Textbook of Psychiatry" и у књизи "Поремећаји личности" Светске психијатријске асоцијације. Примењујући мултидимензионални приступ, она истраживањем показује да је личност одлучујућа карика у ланцу настајања психопатологије, али и психичког имунитета, позитивног исхода лечења и квалитета живота. Др Душица Лечић-Тошевски у својим радовима наглашава могућност лечења и превенције настајања поремећаја личности, што може спречити психичке и социјалне поремећаје појединца и социјалне заједнице, будући да је преваленца поремећаја личности велика у општој популацији, и да су они често праћени компликацијама, као што су болести зависности, делинквенција, агресија и насиље, који се и трансгенерацијски преносе.
Др Душица Лечић-Тошевски бави се и истраживањем последица пострауматског стреса, а резултате истраживања објавила је у радовима и књигама и саопштила их на великом броју светских симпозијума и предавања по позиву. Превенција менталних поремећаја и унапређење менталног здравља су, такође, области психијатрије којима је посвећена. Објавила је радове из те области (укључујући и међународну књигу о превенцији - Issues in Psychiatric Prevention, коју је издао Karger из Базела). Припремила је и Декларацију о превенцији (Consensus Statement on Preventive Psychiatry) која представља званични документ Светске психијатријске асоцијације, усвојен на Генералној скупштини Светске психијатријске асоцијације у Јокохами 2002. године.
Члан је два одбора САНУ - за биологију хумане репродукције и сомнологију.
За дописног члана Српске академије наука и уметности изабрана је 5. новембра 2009. године.

## Изабрана библиографија
- Semrau, Maya; Burns, Alistair; Djukic-Dejanovic, Slavica; Eraslan, Defne; Han, Changsu; Lecic-Tosevski, Dusica; Lobo, Antonio; Mihai, Adriana; Morris, Julie; Palumbo, Claudia; Robert, Philippe; Stiens, Gerthild; Stoppe, Gabriela; Volpe, Umberto; Rikkert, Marcel Olde; Sartorius, Norman; International Dementia Alliance (IDEAL) study group (2015). „Development of an International Schedule for the Assessment and Staging of Care for Dementia”. Journal of Alzheimer's Disease. 44 (1): 139—151. ISSN 1387-2877. PMID 25182744. doi:10.3233/JAD-141599./IF. 4.045/SCI
- Lloyd, C. E.;  . (2015). „The INTERPRET–DD study of diabetes and depression: A protocol”. Diabetic Medicine. 32 (7): 925—934. ISSN 0742-3071. PMID 25659409. doi:10.1111/dme.12719.. [Epub ahead of print] /  / IF 3.064 / SCI
- Fountoulakis, Konstantinos N.;  . (2014). „Relationship of suicide rates to economic variables in Europe: 2000–2011”. British Journal of Psychiatry. 205 (6): 486—496. ISSN 0007-1250. PMID 25359926. doi:10.1192/bjp.bp.114.147454./ / IF 7.815 / M21 / SCI
- Lecic-Tosevski D, Pejuskovic B, Miladinovic T, Toskovic 0, Priebe S. (2013). „PTSD in Serbian community - seven years after trauma exposure”. J Nery Ment Dis. 201 (12): 1040—1044. PMID 24284638. doi:10.1097/NMD.0000000000000051.
- Priebe S, Jankovic Gavrilovic J, Bremner S, Ajdukovic D, Franciskovic T, Neri G, Kucukalic A,Lecic-Tosevski D, Morina N, Popovski M, Schiitzwohl M, Bogic M, Matanov A. (септембар 2013). „Courseof posttraumatic stress disorder following war in the Balkans: A one-year follow-up study”. Psychol Med. 43 (9): 1837—47. doi:10.1017/SO033291712002681/ISSN 0033-2917 (неактивно 21. 1. 2025) Проверите вредност параметра |doi= (помоћ).. / IF 6.491 / SCI
- Morina N, Ajdukovic D, Bogic M, Fransickovic T, Kucukalic A, Lecic-Tosevski D, Morina L,Popovski M, Priebe S. (2013). Co-occurrence of Major Depression Episode and Post-TraumaticStress Disorder among survivors of war (март 2013). „How is it different from either condition alone?”. Clin Psychiatry. 74 (3): e212—8. ISSN 0160-6689. PMID 23561242. doi:10.4088/JCP.12m07844., e212-e218.DOI 10.4088/JCP.12m07844 /  / IF 5.847 / SCI
- Tosevski, Dusica Lecic; Gajic, Saveta Draganic; Milovancevic, Milica Pejovic (2012). „State of psychiatry in Serbia – Problems, advances and perspectives”. International Review of Psychiatry. 24 (4): 341—346. ISSN 0954-0261. PMID 22950774. doi:10.3109/09540261.2012.699450..DOI 10.3109/09540261.2012.699450//IF 2.423/SSCI
- . ISSN 0007-1250. doi:10.1.192/bjp.bp.110.084764 (неактивно 5. 4. 2025). Недостаје или је празан параметар |title= (помоћ) /  / IF 7.112 / SCI
- Tyrer P, Crawford M, Mulder R, Blashfield R, Farnam A, Fossati A, Kim YR, Koldobsky N, Lecic-Tosevski D, Ndetei D, Swales M, Clark AL, Reed GM. (2011). The rationale for the reclassification of personality disorders in the 1 1 th revision of the International Classification ofDiseases (ICD-11). „Personality and Mental Health”. 5 (4): 246—259. doi:10.1002/pmh.190./ISSN1932-8621/IF 0.810/SSCI
- Lecic-Tosevski, Dusica; Divac-Jovanovic, Mirjana; Svrakic, Dragan (2010). „Difficult treatment of difficult patient”. Personality and Mental Health. 4 (3): 233—236. ISSN 1932-8621. doi:10.1002/pmh.134.  / IF 1.193 / SSCI
- Priebe, Stefan; Bogic, Marija; Ajdukovic, Dean; Franciskovic, Tanja; Galeazzi, Gian Maria; Kucukalic, Abdulah; Lecic-Tosevski, Dusica; Morina, Nexhmedin; Popovski, Mihajlo; Wang, Duolao; Schützwohl, Matthias (2010). „Mental Disorders Following War in the Balkans”. Archives of General Psychiatry. 67 (5): 518—528. ISSN 0003-990X. PMID 20439833. doi:10.1001/archgenpsychiatry.2010.37. hdl:11380/1060124./ / IF 15.618/ SCI
- Curr Opin in Psychiatry. 23: 48—52. 2010. ISSN 0951-7367. doi:10.1097/YC0.0b013e328333d625 (неактивно 21. 1. 2025). Недостаје или је празан параметар |title= (помоћ) / IF 3.378 / SCI SSCI
- Lecic Tosevski D, Pejovic Milovancevic M, Popovic Deusic S. (2007). Reform of mental healthcare in Serbia: Ten steps plus one. World Psychiatry 6, 51-55. ISSN 1723-8617/IF 3.896/SCI14. Lecic Tosevski D, Pejovic Milovancevic M. (2006). Stress and physical hea Psychiatry 19, 2, 184-190. ISSN 0951-7367/IF 1.081/SCI
- Mezzich J, Christodoulou, Lecic-Tosevski D, Christodoulou GN (eds). (201 Disasters: Psychosocial Consequences. Cambridge Scholars Publishing (in press). 16. Christodoulou GN, Lecic-Tosevski D, Kontaxakis V. (eds). Issues Prevention. Bibliotheca Psychiatrica, Karger, Bazel. 1999.  978-3-8055-6912-5. 1th. Curr Opin